# 세고시역
세고시역(일본어: 瀬越駅)은 일본 홋카이도 루모이시에 위치한 홋카이도 여객철도 루모이 본선의 철도역이다. 단선 승강장 1면 1선의 승강장을 갖춘 지상역이다.

## 이용 현황
- 1992년도 : 64명

## 역 주변
- 루모이 시청
- 아사히카와 지방 검찰청 루모이 지부
- 아사히카와 지방 재판소 · 가정 재판소 루모이 지부
- 국도 제231호선

## 역사
- 1926년 7월 1일 : 일본국유철도 루모이 선의 루모이 역 - 레우케 역 간에 세고시 가승강장으로서 신설개업. 여객 취급만.
- 1931년 10월 10일 : 선로명을 루모이 본선으로 개칭, 그것에 수반해 이 선의 역이 된다.
- 1969년 10월 1일 : 임시역으로 승격. 세고시역으로 한다.
- 1980년대 후반 : 역사 개축, 화차 역사로 한다.
- 1987년 4월 1일 : 일본국유철도 분할 민영화에 의해, 홋카이도 여객철도가 승계.
- 1990년 3월 10일 : 영업 거리 설정.
- 1997년 4월 1일 : 선로명을 루모이 본선으로 개칭, 그것에 수반해 이 선의 역이 된다.
- 시기 불명 : 화차 역사 철거, 대합실 설치.
- 2016년 12월 5일 : 역 업무를 폐지.

## 인접 역
| 홋카이도 여객철도 루모이 본선 | 홋카이도 여객철도 루모이 본선 | 홋카이도 여객철도 루모이 본선 |
| ----------------------------- | ----------------------------- | ----------------------------- |
| 루모이 후카가와 방면          | 루모이 본선                   | 레우케 마시케 방면            |